# Esperpento
 (février 2017).
L’esperpento est un courant littéraire du XXe siècle, et notamment une technique théâtrale développée par Ramón María del Valle-Inclán. Ce néologisme, qui ne trouve pas de traduction en français, n'est pas réservé à la seule œuvre de ce dramaturge et lui est même antérieur. Néanmoins, il est indissociable, dès 1920, de sa production littéraire, qu'il s'agisse de ses romans ou de ses pièces de théâtre. Comme les dictionnaires le prouvent, son usage est antérieur, et son étymologie est d'origine incertaine. De plus, ce terme n'est pas né, en dépit de ce que l'on en dit généralement, dans les cercles littéraires mais tire bien son origine dans les classes populaires : c'est Valle-Inclán, en l’occurrence, qui a emprunté un terme du patrimoine commun pour conceptualiser son œuvre littéraire, en lui proposant une dénomination spécifique et particulière. S'il a d'abord été accepté et généralisé par la critique littéraire, les lecteurs de ses romans et les spectateurs de ses œuvres théâtrales se sont approprié ce néologisme, même s'il a plus tard été employé dans beaucoup d'autres usages par la société, toujours liés toutefois à l’œuvre littéraire de Valle-Inclán.

## Description et définitions
L'esperpento est caractérisé par le recours permanent au grotesque. Adopté comme forme d'expression, il s'incarne dans la dégradation des personnages, leur réification, leur transformation en simples signes ou en pantins, ainsi que dans leur animalisation (ou du moins dans le mélange de réalités humaines et animales). Il passe aussi par l'emploi de la langue parlée, ordinaire et quotidienne, investie d'un ensemble d'intertextualités, mais également par son affirmation en tant que langue littéraire à part entière. Le grotesque se situe dans un goût certain pour le contraste et le mélange entre le monde réel et le rêve qui peut ressortir cauchemardesque. Entre autres caractéristiques de ce courant, il faut mentionner la déformation systématique de la réalité, la caricature, la moquerie et la satire, qui véhiculent une véritable leçon morale. Enfin, la mort y est omniprésente, au point de devenir un personnage à part entière.
Le terme esperpento apparaît pour la première fois dans la 14e édition du Dictionnaire de la langue espagnole (DRAE), parue en 1914, qui contient les acceptions premières et troisièmes, qui figurent ci-après. La deuxième acception apparaît pour la première fois dans le supplément de la 19e édition du DRAE, de 1970: « Genre littéraire créé par Ramón del Valle-Inclán dans lequel il déforme systématiquement la réalité au moyen de traits grotesques et absurdes, en même temps qu'il subvertit les valeurs littéraires classiques. Dans cet objectif, le langage, familier et subversif, est sublimé par l'art, tandis que le cynisme et l'argot sont omniprésents ». Cette définition demeure la même jusqu'à la dernière édition du DRAE, dans laquelle disparaît l'allusion aux « valeurs littéraires classiques ».
Selon la définition de la vingtième édition du Diccionario de la lengua española de la Real Academia Española (DRAE) :

« Esperpento.  (Or. inc.).  1. m. Fait grotesque ou déraisonné.  2. m. Genre littéraire créé par Ramón del Valle-Inclán, écrivain espagnol de la génération de 98, dans lequel il déforme systématiquement la réalité au moyen de traits grotesques et absurdes, en élaborant le langage familier et subversif de manière personnelle.  3. m. fam. Personne ou chose caractérisée par sa laideur, sa saleté ou son aspect misérable. »

— Real Academia Española y Asociación de Academias de la Lengua Española (2014). «esperpento». Diccionario de la lengua española (23.ª edición). (traduction)
L'adjectif "esperpéntico" apparaît également en cette même 19e édition du DRAE (1970), avec une définition que l'on retrouve dans la vingtième :

« Esperpéntico.  1. adj. Appartenant ou relatif à l'"esperpento".  2. adj. En parlant particulièrement d'un langage, d'un style ou de mœurs : Propre aux "esperpentos" ou employé dans des écrits  de ce type. »

— Real Academia Española y Asociación de Academias de la Lengua Española (2014). «esperpéntico». Diccionario de la lengua española (23.ª edición). (traduction)
La « déformation grotesque de la réalité », utilisée par Vallé-Inclán dans son théâtre, servait à critiquer implicitement la société, notamment celle de son temps et de son pays, même si, lorsque le terme s'est diffusé, la généralisation à d'autres époques et d'autres lieux fut quelque chose de répandu.
C'est pourquoi de nouveaux termes, dérivés du premier, sont apparus, que l'on retrouve attestés à partir de la 22e édition du DRAE (2001) :

« Esperpentismo.  (De esperpento).  1. m. Tendance à reproduire dans une œuvre artistique une vision déformée et grotesque de la réalité.  2. m. Fait de donner un caractère "esperpéntico" ("esperpentizar"). »

— Real Academia Española y Asociación de Academias de la Lengua Española (2014). «esperpentismo». Diccionario de la lengua española (23.ª edición). (traduction)

« Esperpentizar.  1. tr. Transformer n'importe quel aspect de la réalité en quelque chose d'esperpéntico. »

— Real Academia Española y Asociación de Academias de la Lengua Española (2014). «esperpentizar». Diccionario de la lengua española (23.ª edición). (traduction)

## Le genre de l'esperpentodans l’œuvre de Valle-Inclán

### La métaphore des miroirs déformants
L'esperpento, en tant que véritable genre dramatique, fait son apparition en 1920 avec l’œuvre Lumières de Bohème.Esperpento, pour laquelle il a fonction de sous-titre. La métaphore conceptuelle de ce nouveau genre théâtral provient d'un lieu réel : il y avait alors à Madrid une quincaillerie située « calle de Álvarez Gato » (littéralement : rue d'Álvarez Chat, que l'on retrouve dans Lumières de Bohême sous le nom de la « ruelle du Chat »), dont la caractéristique la plus notable était une façade publicitaire, où se trouvaient un miroir concave et un autre convexe qui déformaient tout ce qui leur faisait face. Valle-Inclán aurait ainsi utilisé cette caractéristique, devenue à l'époque un divertissement, en tant que métaphore, pour se référer à la scène et à la prose théâtrales.
Si la déformation de la réalité théâtrale pouvait alors être amusante, autant qu'elle l'était pour les passants, celle-ci pouvait néanmoins prendre une ampleur supplémentaire et devenir un miroir de la société, une critique, une déformation exagérée de la réalité qui rendait l'image recherchée par l'auteur lorsqu'il faisait face aux miroirs.

### L'esperpentoselon Valle-Inclán lui-même
Le texte considéré comme constitutif de l'esperpento est la conversation entre Max Estrella (Max Étoile) avec Don Latino de Hispalis (Don Latin d'Hispalis), lors de la douzième scène de Lumières de Bohême, dans laquelle Max Estrella déclare : « Réfléchis dans des miroirs concaves, les héros classiques donnent [l'Esperpento]. Le sentiment tragique de la vie espagnole ne peut aller qu'avec une esthétique systématiquement déformée. [...] Dans un miroir concave, les images les plus belles sont absurdes. [...] La déformation cesse d'en être une quand elle est soumise à une mathématique parfaite. Mon esthétique actuelle, c'est de transformer selon la mathématique de miroir concave les normes classiques ». (Lumières de Bohème, trad. Jeanine Worms, 1963, page 75)
Comme on le voit, l'idée d'esperpento est associée à une appréciation personnelle de Valle-Inclán du mélange de grandeur et de grotesque propre à la société espagnole. Cette manière d'envisager la réalité fut dès lors employée dans toute son œuvre, comme dans la trilogie "esperpéntica", Mardi de Carnaval. Esperpentos (es), qui contient à La fille du capitaine (es),  Les galas du défunt (es) et Les cornes de don Friolera (es) ou encore dans La Tête du Dragon (es). 
Plus qu'un style ou une technique théâtrale, l'esperpento est une poétique, c'est-à-dire une manière de créer, qui consiste à dépeindre singulièrement des faits et des personnages. Comme le dit Valle-Inclán lui-même, dans une conversation avec Gregorio Martínez Sierra, que l’on retrouve dans le journal ABC (7 décembre de 1928), « il y a trois façons de voir le monde, que cela soit avec un regard artistique ou esthétique : à genoux, debout ou en s’élevant en l'air » ; de la première façon, « on donne aux personnages, aux héros, une nature supérieure [...] mais alors la nature du narrateur est moindre » ; de la deuxième, on les regarde, « comme si c’était nous [que l’on regarde] » (comme dans le théâtre de Shakespeare) ; « et il y a une dernière façon, qui est de regarder le monde depuis une position surplombante et envisager les personnages du récit comme des êtres inférieurs à l'auteur, avec une pointe d'ironie. Les dieux se convertissent en des personnages de saynète. C’est très espagnol et démiurgique, et, en aucune façon, cette dernière manière de voir ne tire son origine de la même boue que celle de ses poupées ». Vallé-Inclán rapporte que l'esperpento, selon lui, tire ses origines artistiques et esthétiques de la littérature de Francisco de Quevedo et de la peinture de Francisco de Goya. « Et c'est le fait de prendre cela en compte qui m'a conduit à marquer un tournant dans ma littérature et à écrire les "esperpentos", ce genre littéraire auquel je donne le nom d'"esperpentos". Le monde des "esperpentos", explique [Max Estrella dans la douzième scène] de Lumières de Bohême, c'est un monde dans lequel les héros anciens sont comme déformés par les miroirs concaves de la rue, par le biais d'un matériau grotesque, mais rigoureusement géométrique. Déformés, ces héros sont appelés à mettre en scène une fable classique inchangée. Ce sont des nains et des pieds-bots jouant une tragédie. C'est avec ce sens que je les ai fait figurer dans Tirano Banderas et El ruedo ibérico (es) ».

### Caractéristiques de l'esperpento
Il est possible de relever certaines caractéristiques de l'esperpento :
1. Le grotesque, en tant que forme d'expression :
  - dégrade les personnages ;
  - réifie les personnages, qui sont réduits à de simples signes ou à des poupées ;
  - animalise ou fusionne les formes humaines et animales ;
  - "littérature" le langage familier, qui est souvent mêlé à des intertextualités de tous types ;
  - abuse des contrastes ;
  - mélange le monde réel et le cauchemar ;
  - tord la scène extérieure.
2. La déformation systématique de la réalité peut s'envisager comme :
  - une "moquerie trompeuse" (burla) et une caricature apparentes de la réalité ;
  - un signifiant profond, qui affleure à peine ;
  - une critique et une satire intentionnelle qui constitue la véritable morale (catharsis).
3. La présence de la mort comme personnage fondamental.

Cette technique théâtrale fait de Valle-Inclán un préfigurateur du cinéma, en raison des changements de décor très fréquents ainsi que de l'enchevêtrement des histoires dans le développement d'une seule et même œuvre.
La dégradation de l’esperpento à des conséquences sur les lieux comme sur les personnages : 
1. pour les lieux, les décors dominants sont les tavernes, les bordels, les maisons de jeu mal famées (antros de juego), les intérieurs miséreux ou encore les rues dangereuses de Madrid.
2. quant aux personnages, ils se promènent dans ces endroits, et sont aussi bien des ivrognes, des prostituées, des picaros, de mendiants, des artistes ratés, que des bohémiens, tous étant présentés comme des marionnettes sans volonté, comme des êtres animalisés et réifiés.

Dès lors, une des problématiques les plus importantes posée par la création « esperpéntica » est de savoir si celle-ci est une image déformée de la réalité, ou un image fidèle d'une réalité difforme.